# Andorinha Sport Club
Andorinha Sport Club is een voetbalclub in Sao Tomé en Principe uit Ponta Mina, een wijk in Sao Tomé-stad in het district Água Grande. De club speelt in de eilandcompetitie van Sao Tomé, waarvan de kampioen deelneemt aan het voetbalkampioenschap van Sao Tomé en Principe, de eindronde om de landstitel.
De club bestond reeds voor de onafhankelijkheid van Sao Tomé en Principe en werd in het seizoen 1968/'69 kampioen. Na de onafhankelijk werd het nog één keer eiland- en landskampioen, namelijk in 1984. In het seizoen 2009/10 werd Andorinha laatste en degradeerde derhalve naar het tweede niveau. Toen het derde niveau werd ingevoerd kwam Andorinha zelfs daarin terecht.
De club heeft ook een vrouwenteam, dat uitkomt in het vrouwenvoetbalkampioenschap van Sao Tomé en Principe. In 2003 was het vrouwenteam verliezend finalist in de finale om het landskampioenschap.

## Erelijst
Landskampioen1984
Eilandkampioen1984
Eerste niveau: FC Aliança Nacional · Bairros Unidos FC · UD Correia · Folha Fede · Juba Diogo Simão · FC Neves · Praia Cruz · UDRA · Vitória FC · Santana FC
Tweede niveau: Agrosport · Amador · Guadalupe · Inter Bom-Bom · Desportivo Marítimo · Kê Morabeza · Oque d'El Rei · Porto Alegre · Ribeira Peixe · Trindade FC
Derde niveau: Andorinha Sport Club · Boavista · Desportivo Conde · Cruz Vermelha · Diogo Vaz · Otótó · Santa Margarida · Sporting São Tomé · UDESCAI · Varzim FC
Voormalige clubs: 6 de Setembro · Bela Vista · Os Dinâmicos ·  Palmar